# Les Bourgeois (brano musicale)
Les Bourgeois è una canzone del belga Jacques Brel del 1962, contenuta nell'omonimo album.

## Produzione
La canzone è nel testo volutamente esacerbata nell'approccio satirico, come risulta chiaro dal ritornello che anticipa alcuni slogan tipici del Sessantotto:
"Les bourgeois c'est comme les cochons

Plus ça devient vieux plus ça devient bête

Les bourgeois c'est comme les cochons

Plus ça devient vieux plus ça devient cons"

## Altre versioni
Nel 1971 il cantautore italiano Giorgio Gaber incide la sua canzone I borghesi, versione italiana molto libera, nella quale però viene riportato sia musicalmente che testualmente il ritornello originale di Brel.
Esiste anche una versione polacca, incisa da Wojciech Młynarski e intitolata Burzuje.